# Henry Vane il Giovane
Sir Henry Vane, noto anche con lo pseudonimo di Il Giovane per essere distinto da Sir Henry Vane il Vecchio (Debden, 1613 – Tower Hill, 14 giugno 1662), è stato un politico e teologo inglese, fu per breve tempo Governatore della Colonia della Massachusetts Bay ed in questa veste promotore della creazione della Colonia di Rhode Island e delle Piantagioni di Providence e dell'Università di Harvard. 
Durante la guerra civile inglese fu un sostenitore del Parlamento e fu membro del Consiglio di Stato Inglese dopo l'esecuzione di Carlo I d'Inghilterra. Fervido fautore della tolleranza religiosa, fu membro dell'Assemblea di Westminster per la riorganizzazione della Chiesa anglicana.

## Nascita e formazione
Henry Vane venne battezzato il 26 maggio 1613 a Debden nell'Essex; egli era il figlio maggiore di Henry Vane il Vecchio, un importante esponente della gentry terriera, e di sua moglie Frances Darcy proveniente dalla piccola nobiltà Facendo uso delle risorse economiche familiari, Henry Vane il Vecchio riuscì ad ottenere una discreta posizione a corte, e nel 1629 assurse alla carica di Comptroller of the Household. Il giovane Vane venne educato alla Westminster School, dove conobbe nella sua stessa classe di studi Arthur Haselrig e Thomas Scot, due future figure politiche inglesi molto importanti nella politica dell'epoca. L'amico e biografo di Vane, George Sikes, scrive che all'epoca il giovane Vane fosse ignorante di Dio ed aveva un temperamento tale da "renderlo affabile con quelli che chiamava i suoi buoni amici", tuttavia all'età di 14 o 15, ebbe una improvvisa illuminazione religiosa che lo resero "inviso ai suoi precedenti amici di bisbocce". Il giovane Vane si iscrisse poi alla Magdalen Hall di Oxford dove riuscì a studiare nonostante il suo rifiuto di giurare nella cerimonia di immatricolazione. In seguito compì diversi viaggi in Europa, in particolare a Leida e forse in Francia ed a Ginevra.

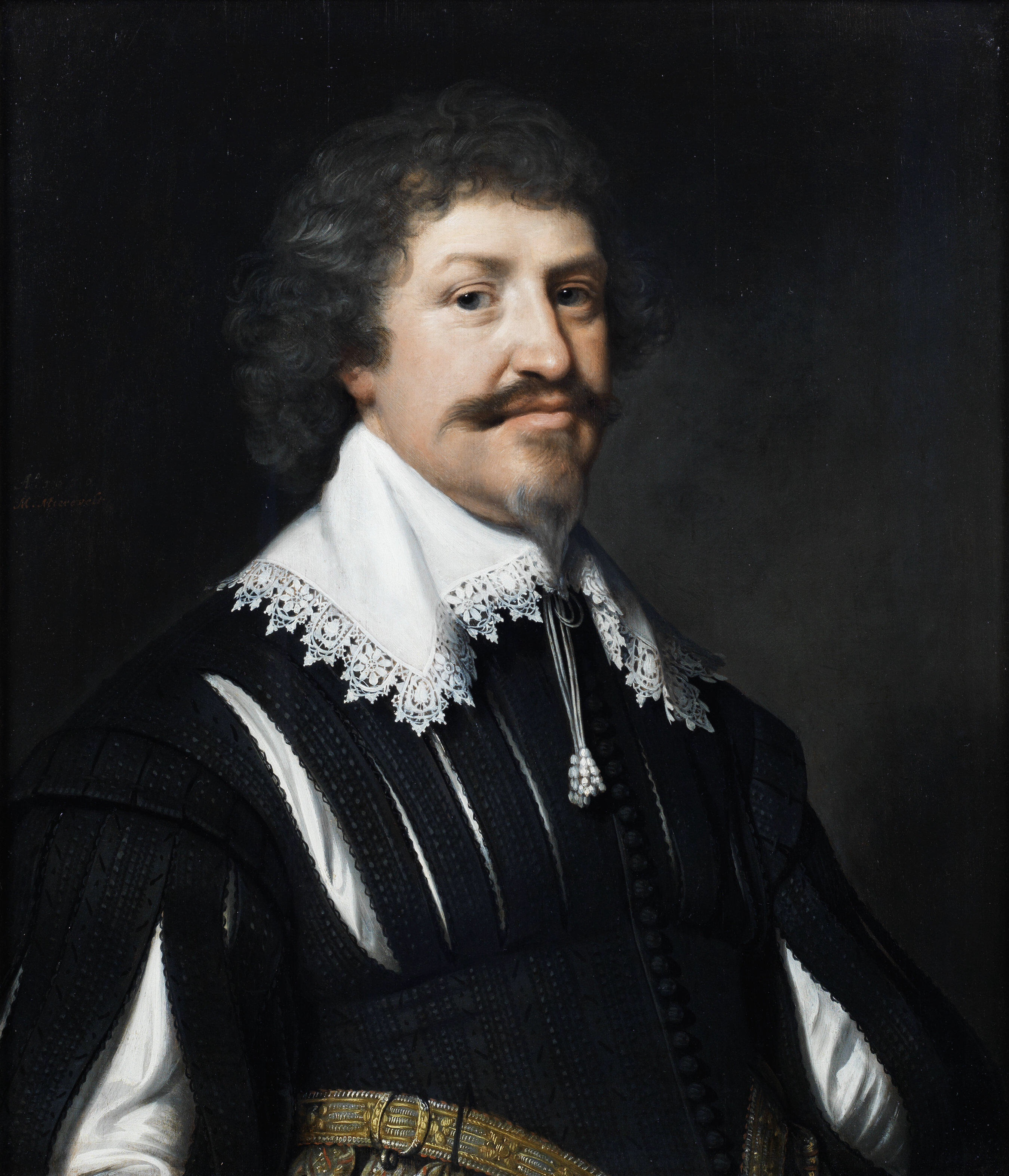
Ritratto di Henry Vane il Vecchio dipinto da Michiel van Mierevelt nel 1630.

Il padre di Vane si dimostrò piuttosto preoccupato del fatto che il giovane Henry avesse abbracciato il punto di vista puritano, temendo che questo gli avrebbe impedito la carriera a corte. Per questo motivo nel 1631 lo fece allontanare dall'Inghilterra, inviandolo a Vienna come assistente dell'ambasciatore inglese Robert Anstruther. Dalle missive inviate da Vane il giovane durante questa esperienza, sembra che il suo ruolo fosse piuttosto importante, dal momento che alcune di queste lettere sono scritte in lingua francese ed altre in linguaggio cifrato. Nel frattempo Vane il Vecchio fu inviato a negoziare con il re svedese Gustavo II Adolfo di Svezia per stringere un'alleanza con l'Inghilterra, tuttavia lo scarso appoggio dato da Re Carlo a questa iniziativa rese vano ogni tentativo. Dopo il suo ritorno da Vienna, il giovane Vane fu introdotto a corte ed incoraggiato dal padre a trovare una posizione nella Privy chamber. Tuttavia il giovane Vane mostrò scarse propensioni ad adeguarsi ai cerimoniali di corte, in parte a causa della sua avversione al Movimento laudiano, corrente religiosa sorta all'interno della Chiesa anglicana e che rifiutava la dottrina della predestinazione e all'epoca imperante nella corte inglese. Dopo i numerosi tentativi da parte del padre a fargli abbandonare il suo punto di vista religioso nonconformista, per poter continuare a professare liberamente la sua fede religiosa, Henry Vane il Giovane decise di partire per le Americhe, unendosi alla migrazione puritana verso la Nuova Inghilterra, ricevendo per questo una licenza dallo stesso Carlo I di restare nella colonia per un periodo di tre anni.

## L'esperienza nel New England
Vane partì per raggiungere la Colonia della Massachusetts Bay arrivando a Boston nell'ottobre del 1635 sulla stessa nave che trasportava John Winthrop il Giovane e Hugh Peters. John Winthrop descrisse Vane come "un giovane gentiluomo di belle parti", ed il mese successivo egli era stato già ammesso come uomo libero nella Colonia. Vane entrò a far parte della macchina giudiziaria della Colonia, con l'incarico di stabilire se le cause giudiziarie avessero o meno dignità sufficiente per essere ammesse in una corte di tribunale. In questa veste fu molto utile per dirimere una disputa tra John Winthrop e Thomas Dudley proprio in materia di condotta giudiziale. Nella primavera del 1637 Vane venne eletto Governatore della Colonia della Massachusetts Bay come successore di John Haynes, ereditando una situazione con problematiche di carattere religioso, politico e militare piuttosto complesse.

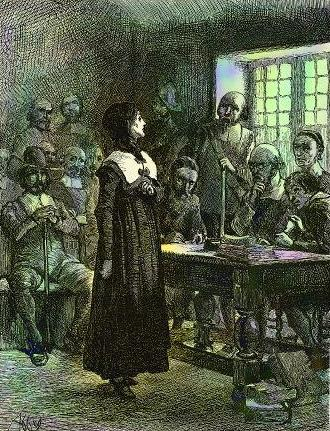
Stampa di Edwin Austin Abbey del 1901 che rappresenta Anne Hutchinson durante il suo processo.

### Anne Hutchison
La Colonia era divisa in particolare sulle azioni e gli insegnamenti di Anne Hutchinson, una predicatrice puritana che diede vita alla cosiddetta controversia antinomista. La Hutchinson era giunta nella Colonia con suo marito ed i figli nel 1634, iniziando a tenere in casa riunioni dove si discuteva sulla Bibbia, guadagnando presto un vasto uditorio che iniziò a condividere il suo punto di vista secondo il quale le leggi e le pratiche osservate all'interno della Colonia non fossero affatto necessarie per la salvezza. La sua posizione venne definita dai capi della Colonia con il termine di antinomismo.
Mentre la vecchia leadership della Colonia, che comprendeva Dudley e Winthrop, era orientata ad una posizione più ortodossa, ovvero più legalistica, quella di Vane, così come dell'influente pastore John Cotton, era più favorevole alla Hutchinson e fu il fronte che si unì a lui su questa posizione ad eleggerlo nuovo Governatore della Colonia nel maggio 1636.

Dopo la sua elezione, tuttavia, Vane perse molto del suo seguito a causa della controversia sorta dopo il suo ordine di sbandierare la bandiera inglese sui bastioni di Fort Independence a Boston. La bandiera era già stata oggetto di controversia dal momento che la sua rappresentazione della Croce di San Giorgio era stata interpretata da molti coloni come un simbolo del papato, e per questo motivo John Endecott l'aveva fatta togliere dalla bandiera della milizia di Salem. La popolarità di Vane in qualità di Governatore diminuì ulteriormente quando nel dicembre del 1636, avendo appreso che era richiesta la sua presenza in madrepatria, Vane decise di rassegnare le dimissioni, ma, sebbene i suoi collaboratori le avessero accettate, tuttavia decise di ritirarle su richiesta della Congregazione della Chiesa di Boston.

### La guerra Pequot
Nel 1636 si verificò un tragico evento che segnò in maniera definitiva la carriera di Governatore di Vane: la guerra pequot. Il corpo di un colono di nome John Oldham venne trovato nella sua canoa nei pressi di Block Island e l'omicidio venne imputato ai nativi americani della tribù dei Narragansett, tuttavia lo stesso capo tribù dei Narragansett sostenne che gli esecutori materiali dell'omicidio era nativi appartenenti alla tribù dei Pequot. I Pequot avevano la caratteristica di essere molto aggressivi con le tribù confinanti, ma fino a quel momento si erano dimostrati piuttosto pacifici con le popolazioni puritane delle Colonie; tuttavia essi si erano già resi responsabili di un precedente omicidio di un altro colono nei pressi del fiume Connecticut, ciò fu sufficiente affinché le autorità della Colonia della Massachusetts Bay decidessero di passare all'azione. A dispetto del fatto che Roger Williams sostenesse una più probabile colpevolezza dei Narragansett per l'omicidio del colono Oldham, il Governatore Vane ordinò nell'agosto del 1636 una spedizione di 90 miliziani guidati da John Endecott per reclamare giustizia dai Pequot. Il contingente guidato da Endecott non fu capace di altro se non di distruggere diversi insediamenti dei Pequot, e di scatenare la rappresaglia dei nativi americani. I Pequot attaccarono la Colonia del Connecticut da poco costruita dai coloni del Massachusetts, così come la Colonia di Saybrook sorta per opera di John Winthrop il Giovane. Nell'aprile del 1637 il Governatore Vane, che aveva sempre palesato posizioni pacifiste, propose di fronte ad una sessione della Corte Generale della Colonia di autorizzare la milizia ad assistere le altre Colonie della Nuova Inghilterra per il proseguimento del conflitto con la tribù dei Pequot, scelta che si risolse nella distruzione di questa tribù e nella sua quasi totale cancellazione come entità tribale.

### La perdita della carica di Governatore ed il ritorno in Inghilterra
Nelle elezioni per il nuovo Governatore del 1637 Vane perse la sua carica in favore di John Winthrop. Questa volta l'elezione venne decisa dal netto disaccordo tra i due in merito al trattamento di un seguace di Anne Hutchison, John Wheelwright. La disputa fu vinta da Winthrop, in parte a causa della sua abilità nel far spostare la sede della votazione sull'argomento ad Cambridge, dove i sostenitori di Vane erano molto più deboli. Come conseguenza della vittoria di Winthrop, che osteggiava il nonconformismo dei seguaci della Hutchison, quest'ultima venne sottoposta a processo, e costretta all'esilio dalla Colonia. Su richiesta di Roger Williams e di molti altri suoi seguaci, la Hutchison decise di fondare l'insediamento di Portsmouth sull'isola di Aquidneck, nella Baia di Narragansett. Dopo questi avvenimenti Vane decise di fare ritorno in Inghilterra, apparentemente con l'intento di essere investito dalla corona di un incarico di Governatore che superasse l'autorità della Colonia. Prima della sua partenza, pubblicò il libello dal titolo A Brief Answer to a Certain Declaration, in risposta alle difese avanzate da Winthrop in favore dell'Act of Exclusion, che era stato votato dalla Colonia per restringere l'accesso ai nuovi coloni i cui punti di vista religiosi non fossero conformi con l'ortodossia della Colonia. A differenza delle loro divisioni dal punto di vista politico, Vane il Giovane e Winthrop svilupparono una considerevole amicizia epistolare negli anni successivi. L'eredità lasciata da Vane nel New England è testimoniata soprattutto dai suoi sforzi per la fondazione dell'Università di Harvard ed il suo supporto a Roger Williams per l'acquisizione dell'isola di Aquidneck che permise la fondazione della Colonia di Rhode Island.

Secondo lo storico Michael Winship l'esperienza nella Colonia della Baia di Massachusetts radicalizzò in maniera significativa il suo punto di vista religioso, iniziando infatti a nutrire la convinzione che il clero, indipendentemente dalla loro confessione religiosa e compresi i ministri puritani, fosse da considerare "la seconda bestia dell'Apocalisse 13,11" nella loro "continua ricerca della Santità". Queste idee avrebbero avuto un'applicazione diretta sulla sua futura condotta politica in Inghilterra, dove Vane il Giovane cercò con ogni mezzo di limitare l'esercizio del potere al clero, qualunque fosse la loro confessione religiosa. L'esperienza americana di Vane fu utile anche per comprendere quanto fosse difficile far conciliare l'esercizio della politica con quello del libero culto e dell'idealismo religioso. Violet Rowe, studiosa della figura di Vane il Giovane ha affermato che "i principi guida della sua politica religiosa sembrano essere stati due: un sospetto radicato per il potere del clero, fossero essi vescovi o presbiteri, e la convinzione che lo Stato dovesse astenersi dall'interferire nelle questioni religiose".

## L'esperienza nel Parlamento
Al suo ritorno in Inghilterra, grazie alle intercessioni di suo padre e l'appoggio di Algernon Percy, X conte di Northumberland, Vane il Giovane ottenne nel 1639 l'incarico di Tesoriere della marina, che condivise con William Russell, I Baronetto di Chippenham. In questa veste ebbe lo spiacevole ma proficuo incarico di riscuotere la cosiddetta Ship money, ovvero la tassa emanata dalla corona d'Inghilterra con il supporto del Parlamento per raccogliere fondi in favore della Marina. Nel giugno 1640 fu nominato Cavaliere da Carlo I e il 1º luglio 1640 sposò Frances Wray, figlia del parlamentare Christopher Wray, dopo che il padre di Vane gli attribuì gran parte del patrimonio di famiglia; questo comprendeva la tenuta di Fairlawn nel Kent, ed il Castello di Raby che destinò a sua dimora principale. Il suo incarico all'Ammiragliato gli facilitò l'accesso sia al Corto (nel quale fu eletto nell'aprile del 1640) che al Lungo Parlamento (nel quale fu eletto nel novembre 1640) come rappresentante di Kingston upon Hull. Come membro del Lungo Parlamento Vane emerse subito nella veste di figura leader dell'opposizione a re Carlo I, al fianco di un'intera nuova generazione di giovani puritani come Nathaniel Fiennes, o Oliver Saint John, John Pym e John Hampden alla Camera dei comuni e Francis Russell, IV conte di Bedford e William Fiennes, I visconte di Saye e Sele alla Camera dei lord.

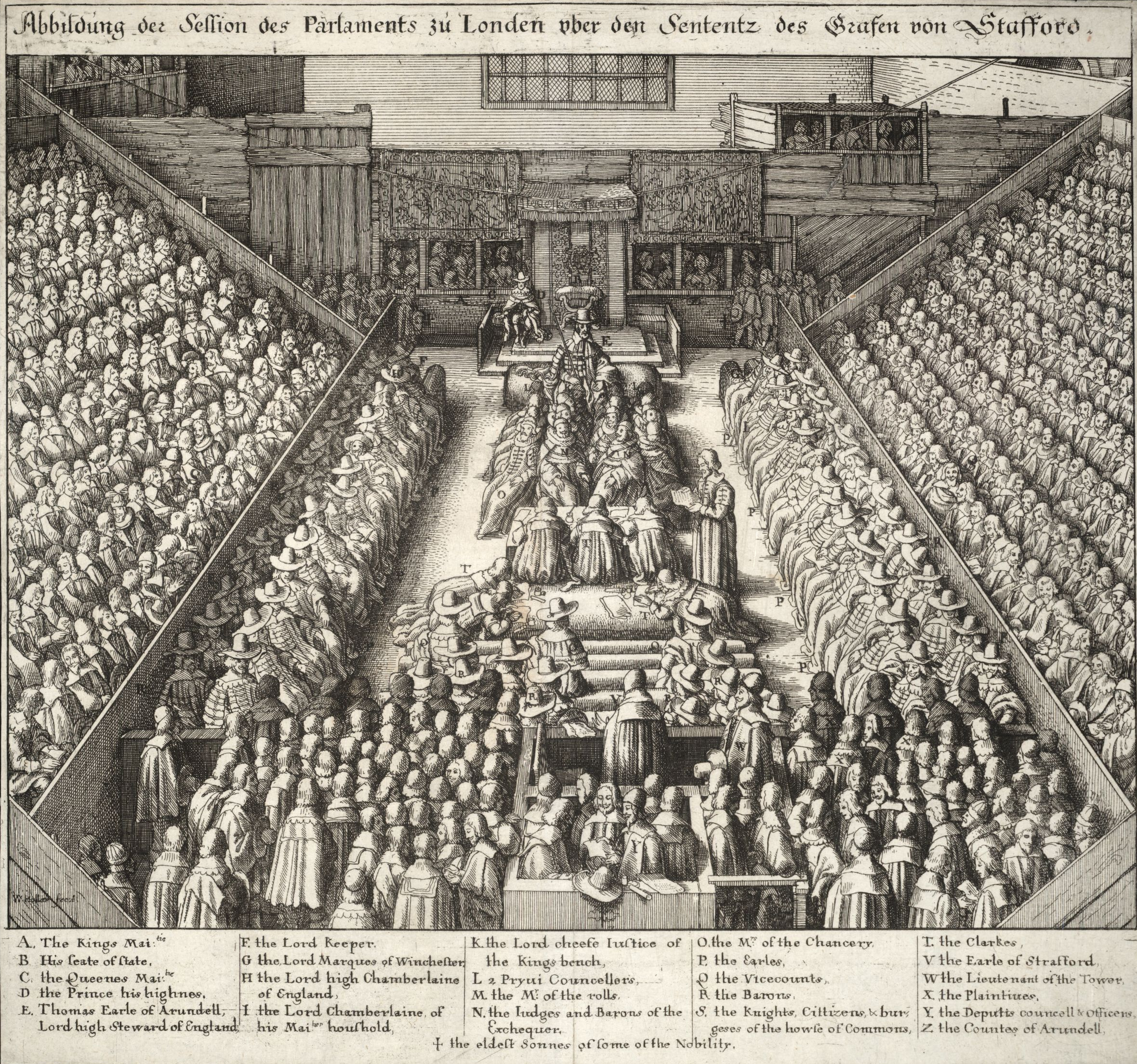
Litografia di Wenceslaus Hollar che rappresenta il processo contro il Conte di Strafford.

Vane partecipò attivamente al processo intentato contro Thomas Wentworth, I conte di Strafford nel 1641 ed alla sua successiva esecuzione capitale. Vane, infatti, venne in possesso di alcune note di suo padre prese durante una seduta del Privy Council, nel quale sembrava emergere che il Conte di Strafford avesse proposto a re Carlo I di fare uso dell'Irish Army per ottenere il controllo dell'Inghilterra. Vane il Giovane rivelò quelle prove, seppur insufficienti ed oggetto di interpretazione, a John Pym che se ne servì per accusare apertamente il Conte di Strafford. Fallito questo primo tentativo, tuttavia, Pym non si arrese e riuscì ad ottenere un Writ of Attainder (letteralmente Atto di Disonore) contro Strafford che venne giustiziato nel 1641. L'uso improprio di queste memorie scritte provocarono un fortissimo dissidio tra i due Vane, che non si colmò nemmeno con la giustificazione di Vane il Giovane secondo la quale la fiducia di suo padre era stata tradita in nome di una causa superiore ovvero Dio e la salvezza della nazione. Nella dibattito sulla petizione Root and Branch, dibattuto alla Camera dei comuni tra il dicembre 1640 e il 1641, Vane appoggiato da Nathaniel Fiennes, sollecitò una riforma radicale all'interno della Chiesa anglicana, posizione che aprì ulteriormente il divario tra Vane il Vecchio e Vane il Giovane. Nonostante il nugolo di proteste suscitato dalla preoccupazione sulle sorti della più importante professione religiosa inglese, Vane il Giovane fu incaricato di far parte di una commissione che aveva il compito di stilare una relazione sullo stato della Chiesa anglicana. I risultati della commissione indussero Vane e Fiennes a stilare le basi del Root and Branch Bill nel maggio del 1641. Il dibattito in Parlamento su questa legge fu serrato ed acceso, ma terminò con un preciso e netto supporto della maggior parte dei parlamentari per una forte riforma della Chiesa anglicana. Sull'onda della promulgazione della legge, la folla invase numerose chiese cancellando le "scandalose immagini" considerate "simboli papisti". Vane pronunciò di fronte al Parlamento un discorso estremamente composto ma deciso che lo impose come guida carismatica della sua fazione, sostenendo che il sistema dell'episcopalismo (ovvero l'intera struttura di governo della Chiesa anglicana) fosse da considerare un sistema corrotto che "avrebbe accelerato il ritorno in seno alla Chiesa di Roma". Tuttavia, nonostante gli enormi sforzi, la legge promossa da Vane e dai suoi sostenitori non venne mai promulgata, dal momento che, a partire dal mese di Agosto del 1641 il Parlamento dovette affrontare una ben più grave emergenza. Re Carlo I, infatti, si era recato in Scozia per convincere l'esercito scozzese a parteggiare per la corona, il Parlamento reagì con la promulgazione della Grande Rimostranza il 1º dicembre 1641, dopo essere passata per una manciata di voti nel novembre dello stesso anno. Alcuni storici sostengono la partecipazione diretta nella stesura del documento da parte di Vane il Giovane, ma indipendentemente dal fatto che egli abbia contribuito o no alla sua stesura, egli di sicuro non partecipò di persona al suo dibattito in Parlamento.Il documento presentava numerose contestazioni sia nei confronti del re che della Chiesa anglicana, e servì per delineare ancora di più le due fazioni lealista e anti-lealista. Il sovrano, dal canto suo, di ritorno dalla sua missione in Scozia, non accolse nessuna delle richieste presentate e destituì i due Vane dalle loro cariche pubbliche, anche come rappresaglia per il loro coinvolgimento nell'esecuzione del Conte di Strafford.

## La Prima guerra civile inglese
Nei primi sei mesi del 1642, i rapporti tra il Parlamento inglese e la corona si interruppero definitivamente e le fazioni che supportavano le due parti presero le armi. Il Parlamento restituì a Vane il Giovane il suo ruolo amministrativo alla Marina, dove egli utilizzò tutti gli strumenti a sua disposizione per supportare con la marina militare la fazione parlamentare dopo che Carlo I aveva ordinato l'arresto di cinque membri del Parlamento con l'accusa di alto tradimento nel dicembre 1641. Nel giugno 1642 Carlo I ricusò le Diciannove Proposizioni, presentate dalla Camera dei Lord e da quella dei Comuni con la quale il Parlamento Lungo cercò di ottenere maggiore potere di controllo sulla corona; questo ulteriore rifiuto fu uno dei fattori che causarono lo scoppio della Prima guerra civile inglese. Dopo l'apertura delle ostilità, con l'assedio di Hull nel giugno del 1642, che vide la vittoria della fazione parlamentare, Vane si vide assegnato un seggio nel cosiddetto Comitato di Salvezza istituito per sovrintendere le operazioni militari della sua fazione.
L'Assemblea di Westminster

Dopo il fallimento del Root and Branch bill, il Parlamento nel 1643 il Parlamento istituì la cosiddetta Assemblea di Westminster, formata da politici laici, nobili e sacerdoti il cui compito era di riformare il governo della Chiesa anglicana. Vane fu membro di questa istituzione, che si riunì regolarmente fino al 1648, in qualità di uno dei rappresentanti laici della fazione dei cosiddetti Indipendenti.

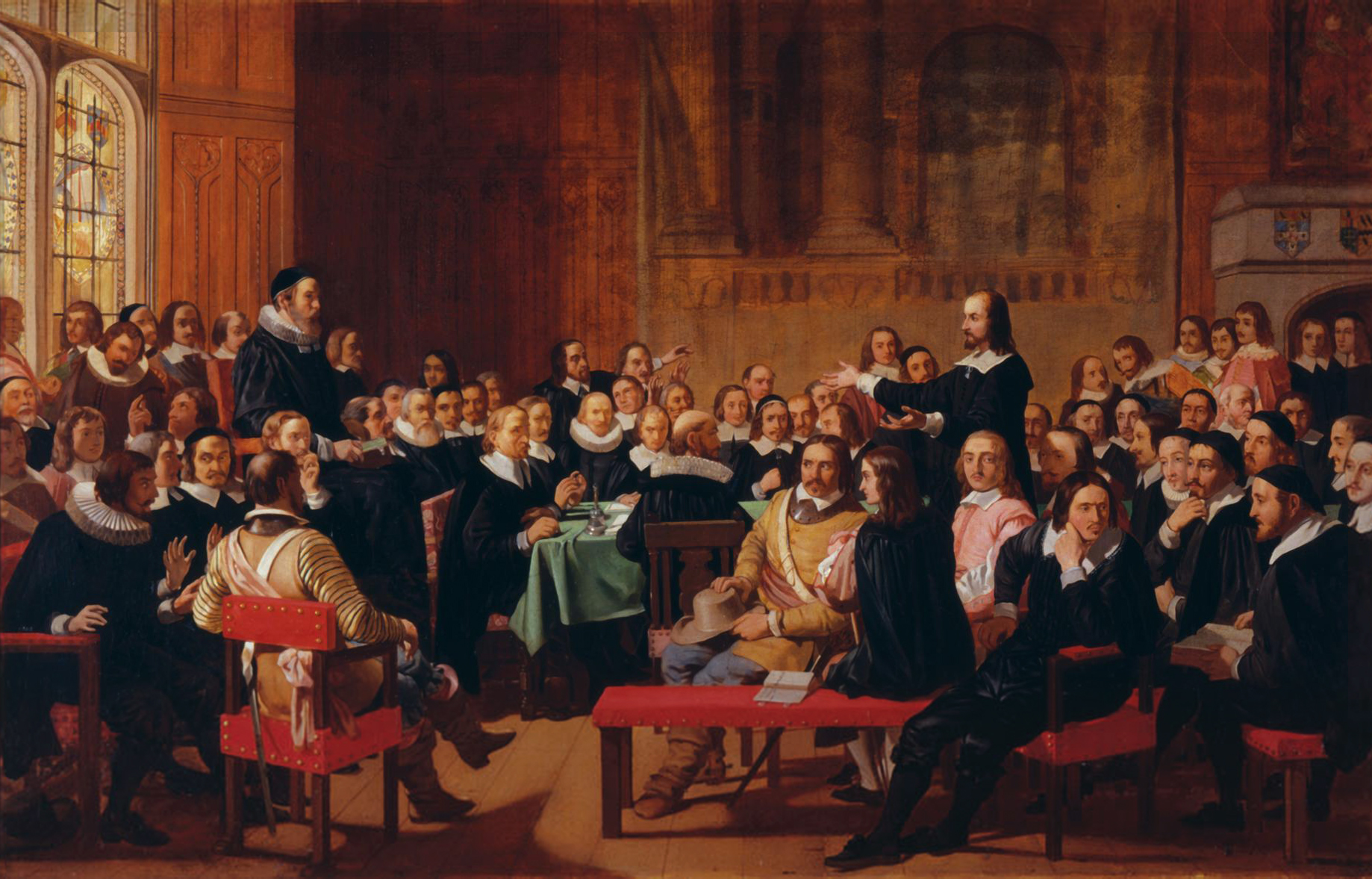
Dipinto di John Rogers Herbert del 1847 che rappresenta una riunione dell'Assemblea di Westminster.

Subito dopo la prima riunione dell'Assemblea di Westminster, tenutasi in luglio, Vane fu scelto per essere posto a capo di una delegazione parlamentare che avrebbe dovuto trattare l'ingresso degli scozzesi nella guerra civile a fianco del Parlamento. Inviata ad Edimburgo per le trattative, la delegazione trovò non pochi ostacoli alla loro proposta. I Covenanti scozzesi, infatti, si erano già scontrati con Carlo I nelle cosiddette Guerre dei Vescovi tra il 1639 ed il 1640 proprio a causa di questioni religiose, ma erano tuttavia disposti ad allearsi con il Parlamento inglese solo se quest'ultimo avesse concesso di estendere il sistema di governo ecclesiastico del Presbiterianesimo proprio della Chiesa scozzese anche alla Chiesa anglicana. Vane, fedele alle proprie convinzioni religiose in materia, era ostile sia al Presbiterianesimo che all'Episcopalismo, ma pur di non perdere l'appoggio scozzese, riuscì a trovare un modo molto raffinato per mettere d'accordo entrambe le parti. Da fine teologo qual era, egli propose un accordo che avrebbe dovuto risolvere questioni sia politiche che religiose, il cui titolo doveva essere quello di Solemn League and Covenant (Lega Solenne e Alleanza) nel cui testo utilizzò termini così evasivi e confusi da convincere gli scozzesi che la loro proposta sarebbe stata accettata e, al tempo stesso, poteva essere interpretato dagli inglesi indipendenti come un accordo che permetteva l'adozione delle loro posizioni religiose. La lega e l'alleanza vennero quindi approvate dalle autorità scozzesi, inglesi ed irlandesi, aprendo la strada all'ingresso della Scozia nel conflitto.

Il successo conseguito con la delegazione ad Edimburgo e l'abile accordo ottenuto con la Solemn League and Covenant, insieme alla morte di John Pym nel dicembre del 1643 trasformarono Vane il Giovane in uno dei rappresentanti più influenti del Parlamento, al fianco di altre figure di alto profilo, come Oliver St John, Henry Marten, e Arthur Heselrige. Vane fu promotore e presidente del Comitato dei Due Regni, fondato nel febbraio 1644, un organo di governo che, nelle intenzioni di Vane, avrebbe dovuto sostituire il Comitato di Salvezza e che aveva il compito di coordinare le attività belliche tra gli alleati inglesi e scozzesi. In giugno dello stesso anno, Vane venne inviato a York, allora posta sotto assedio da tre contingenti del Parlamento, per convincere homas Fairfax, III lord Fairfax di Cameron e Edward Montagu, 2 Conte di Manchester a dirottare parte di queste forze per fronteggiare l'esercito di Rupert del Palatinato, generale di Carlo I, i cui uomini avevano da poco conquistato Liverpool e ora si erano dedicati al saccheggio ed alla distruzione delle proprietà dei sostenitori del Parlamento nel Lancashire. In questa occasione Vane propose ai generali l'istituzione di un governo che esautorasse il sovrano, idea che venne rigettata dai generali della vecchia guardia, convinti di poter ancora trovare un accordo con Carlo I, ma che venne accolta con interesse da Oliver Cromwell.

Il 13 settembre 1644 Vane, in accordo con St John e Cromwell, avanzò alla Camera dei Comuni l'istituzione di un "Gran Committee for the Accomodation", designato per trovare un compromesso per risolvere le questioni religiose che divise l'Assemblea di Westminster. Vane era alla ricerca, con questa strategia, di identificare delle argomentazioni in difesa della tolleranza religiosa che tutelasse i suoi correligionari Indipendenti; questa scelta lo costrinse a smascherare la sua posizione anti-Presbiteriana, creando di fatto una spaccatura tra gli Indipendenti, favorevoli alla guerra e capitanati dallo stesso Vane e da Cromwell, e gli scozzesi favorevoli alla pace e tutti gli altri sostenitori del Presbiterianesimo. Fra questi ultimi era da annoverare il Conte di Essex, i cui fallimenti nelle campagne militari avevano diminuito notevolmente la sua popolarità, nonostante il successo ottenuto alla Battaglia di Marston Moor ne avessero parzialmente risollevato le sorti. Lo storico scozzese Robert Baillie, prendendo coscienza del fatto che gli Indipendenti non fossero realmente dalla stessa parte degli scozzesi, ebbe modo di scrivere "Sir Henry Vane ed il Solicitor (St. John) senza alcun riguardo per noi, che abbiamo salvato loro la patria e sollevati alle vette più alte del potere, del quale ora essi ne fanno uso a nostro pregiudizio".
La vittoria del Parlamento

Nel novembre del 1644 furono fatte delle aperture per trattare un armistizio tra il Parlamento ed il sovrano Carlo I. Vane fu tra i partecipanti alla delegazione del Parlamento inviata a Uxbridge per negoziare la pace ma senza successo. Molti osservatori consideravano Vane ed i suoi correligionari Indipendenti come corresponsabili del fallimento dei trattati di pace, dal momento che sia Carlo I che gli Scozzesi erano pronti a scendere a compromessi anche sulle questioni religiose, ma non gli Indipendenti e Vane. I colloqui, che si prolungarono da fine gennaio fino a tutto febbraio 1645, vennero eclissati dall'esecuzione per reati capitali dell'Arcivescovo di Canterbury William Laud.

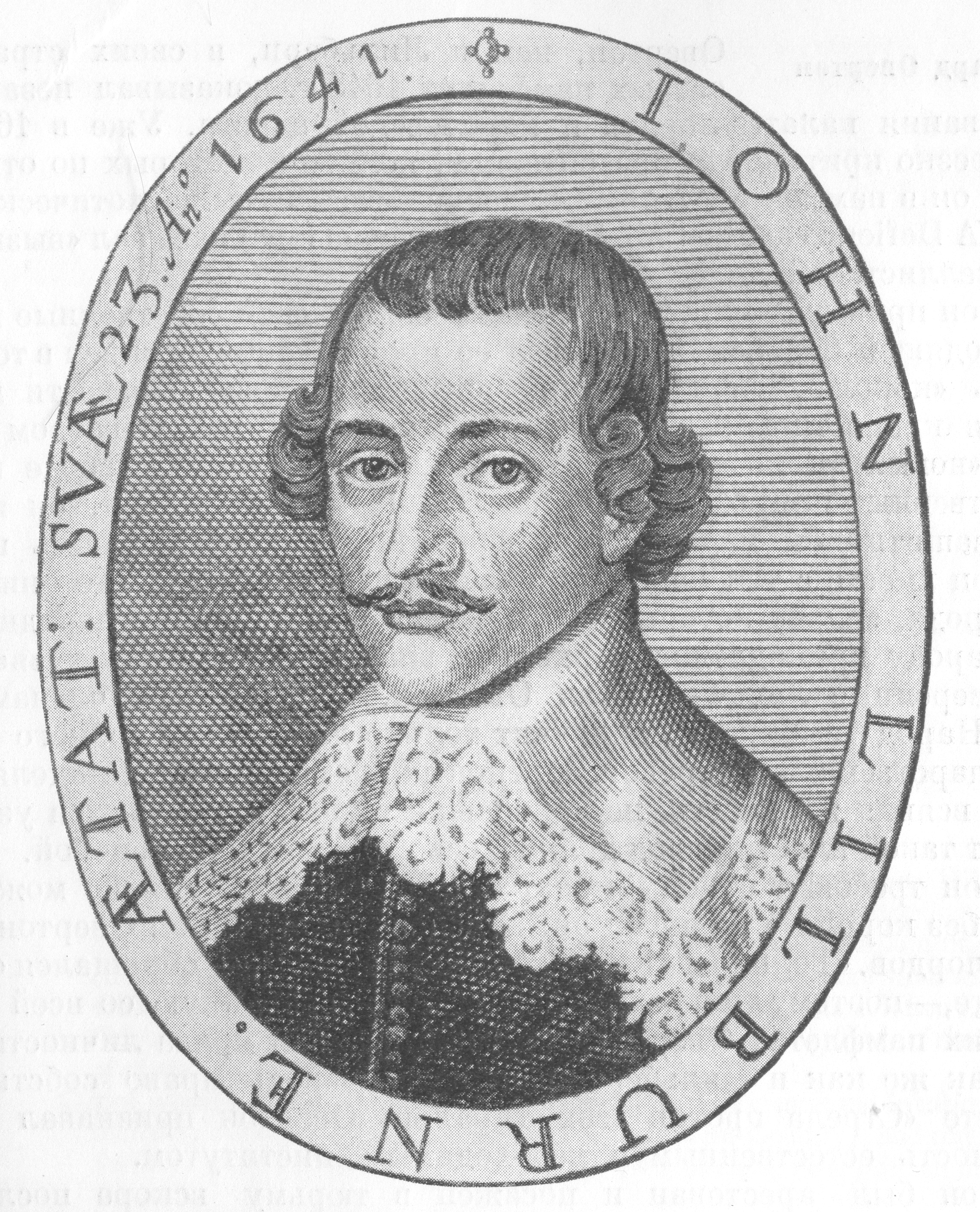
Ritratto di John Lilburne su incisione di George Glover, uno degli avversari più acerrimi di Wane.

Il Parlamento iniziò a discutere la riorganizzazione del suo assetto militare, in parte per sostituire alcuni dei suoi comandanti che si erano rivelati troppo inetti, e dall'altra per eliminare il carattere marcatamente regionale delle sue forze. Nel dibatti che ne sorse, che vide dividersi Camera dei Lord e Camera dei Comuni, Vane e Cromwell proposero al Parlamento Lungo la cosiddetta Self-denying Ordinance, le cui disposizioni proibivano agli ufficiali militari di prestare servizio all'interno del Parlamento, e l'istituzione della New Model Army, una forza militare rinnovata e capace di operare in qualunque parte del territorio. Nonostante la Self-denying Ordinance si estendesse anche che chi, come Vane, deteneva cariche civili, tuttavia prevedeva delle eccezioni per chi, ancora come Vane, fosse stato destituito da Carlo I e nuovamente nominato dal Parlamento. Egli fu tuttavia costretto a fare affidamento su canoni ed entrate che in precedenza aveva sempre rifiutato, non riuscendo tuttavia a pagare le imposte al tesoro in qualità di Parlamentare, così come era previsto dalla legge. 

Dopo la decisiva vittoria del Parlamento nella battaglia di Naseby del giugno 1645, la prima parte del conflitto volgeva di fatto al termine, ma si prolungò tuttavia ancora un altro anno, prima che Carlo I accettasse di arrendersi ai comandanti scozzesi. In questo stesso periodo, all'interno della New Model Army, sorse un nuovo movimento politico, noto con il nome di Livellatori e capitanato da John Lilburne. Il movimento di Lilburne iniziò a esercitare forti pressioni per una maggiore libertà di stampa, e per eliminare alcuni privilegi attribuiti alla nobiltà, primo fra tutti l'istituzione della Camera dei lord.

Nel gennaio 1646, mentre le trattative di pace erano ancora in corso, Carlo I tentò di minare la coalizione del Parlamento proponendo in una lettera indirizzata a Vane un'alleanza con gli Indipendenti per fronteggiare i Presbiteriani. Questo tentativo fu reso vano dalla risposta dello stesso Vane, il quale sottolineò come preferisse che i diritti dei più deboli fossero difesi dal Parlamento piuttosto che da un sovrano ambiguo (citando alcune lettere provenienti da Naseby ed in cui emergeva chiaramente come l'atteggiamento prono alla trattativa del re fosse solamente di facciata, imponendo così il silenzio ai pochi lealisti rimasti in Parlamento).

Nel frattempo le proprietà dei Vane non restarono indenni al flagello del conflitto: Vane il Vecchio riferì come il Castello di Raby venisse "visitato" per ben quattro volte subendo danni per almeno 16.000 sterline. Nel settembre 1645 i Vane riuscirono ad ottenere l'approvazione del Parlamento per rafforzare le difese del loro castello.

### La politica tra le due guerre
A partire dalla fine della guerra, la fazione dei Presbiteriani, guidata da Denzil Holles, William Strode, e Sir Philip Stapleton, godeva di una leggera supremazia rispetto agli Indipendenti. Anche grazie a ciò riuscirono nell'intento di introdurre leggi ostili al principio della tolleranza religiosa promosse da Vane e dagli Indipendenti all'interno dell'esercito. Probabilmente Vane giunse a rendersi conto che queste iniziative dei Presbiteriani erano altrettanto pericolose quanto quelle dei Episcopaliani; se l'azione militare aveva arrestato i secondi, lo stesso mezzo poteva essere utilizzato per i primi. Tuttavia tra i Livellatori e Vane sorse un clima di sospetto, dal momento che Vane, denunciando in questo le sue origini aristocratiche, continuava a sostenere che il diritto di voto doveva essere riservato alla sola gentry terriera dalla quale egli stesso proveniva. Forse anche per questa presa di distanza da parte di Vane, il suo movimento decise di trattare con Carlo I, ma senza successo.
La rivolta della New Model Army e l'arresto di Carlo I

Nel 1647 Vane e Oliver Cromwell iniziarono una stretta collaborazione e la fazione dei Presbiteriani cercò di smantellare l'esercito con lo scopo di eliminare la minaccia dei Livellatori. Ma l'incapacità di pagare le paghe arretrate, di garantire le risorse per le pensioni di guerra, e altre rimostranze provenienti dalla New Model Army costrinsero i Presbiteriani a negoziare con l'esercito. Quando i Livellatori presentarono una petizione nella quale si accusavano gli Indipendenti di "opprimere il popolo" e di "voler conservare le redini del potere non per un anno [...] ma per sempre", Vane si trovò in gravi difficoltà dal momento che in merito a queste accuse si sollevò un acceso dibattito. Nonostante Cromwell riuscisse a placare l'esercito, seguì una vera e propria purga conto gli Indipendenti all'interno del Parlamento, e all'esercito venne imposto di sciogliersi. Alcuni rappresentanti del Parlamento, per risolvere la crisi sorta con l'esercito, pensarono addirittura di contattare nuovamente gli scozzesi per risolvere la questione con la forza. Prima che ciò accadesse, la New Model Army si ammutinò e, su ordine di Cromwell, un distaccamento di truppe prese sotto scorta Carlo I e lo pose agli arresti in una dimora nota come Holdenby House. Questa mossa a sorpresa costrinse la maggioranza dei Presbiteriani a scendere a compromessi con l'esercito e a soddisfare le loro richieste relativa ai salari. Per fare ciò nominarono un'apposita commissione, nella quale scelsero di inserire anche Vane, molto probabilmente per il suo buon ascendente nei confronti dell'esercito. I negoziati tra la commissione del Parlamento e l'esercito furono molto difficili e dai toni molto accesi. La folla nella Londra in maggioranza favorevoli ai Presbiteriani minacciò Vane e gli altri Indipendenti, costringendoli a fuggire dalla città il 2 agosto 1647 per cercare la protezione dell'esercito. Quest'ultimo marciò su Londra, con Vane in testa, e gli Indipendenti poterono nuovamente sedere nel loro seggio al Parlamento. Su iniziativa dei generali della New Model Army Henry Ireton e John Lambert, venne presentato al Parlamento un documento, l'Heads of Proposals, contenente una serie di proposizioni per fissare sia i poteri da attribuire al Parlamento che al governo della Chiesa anglicana. Un punto chiave, sul quale Vane fu particolarmente sollecito, prevedeva la cancellazione di qualsiasi potere coercitivo alla Chiesa, indipendentemente da quale fosse il suo modello di governo. Le Heads of Proposals vennero inviate anche a Carlo I, il quale fu concorde su alcuni punti ma si oppose su altri, proponendo alla fine ulteriori negoziazioni.

La risposta del sovrano ebbe l'effetto di dividere all'interno gli Indipendenti, tra coloro che, come Vane e Cromwell, erano disposti a negoziare con il sovrano, e chi, come il reverendo Hugh Peter ed i Livellatori, non lo era affatto. Fra coloro che appartenevano al secondo schieramento, particolarmente critico si rivelò John Lilburne, il quale accusò Vane e Cromwell di non occuparsi della difesa delle classi meno agiate. Nel novembre del 1647, mentre le trattative sulle Heads of Proposals erano ancora in corso, Carlo I fuggì dalla sua prigionia nel Palazzo di Hampton Court e riuscì a raggiungere l'Isola di Wight dove tuttavia venne nuovamente preso e tenuto prigioniero nel Castello di Carisbrooke. Dalla sua prigioni ricevette offerte di alleanza sia dagli Indipendenti che dagli Scozzesi, e preferì propendere per i secondi, ciò scatenò una guerra intestina all'interno del Parlamento tra realisti, Presbiteriani ed Indipendenti, che si espanse e diffuse rapidamente in tutto il paese, tranne a Londra dove l'esercito riuscì a limitare il conflitto.

## La Seconda guerra civile inglese
Le varie fazioni coinvolte nella lotta intestina si riorganizzarono e si armarono diffondendo la contesa in tutto il paese. Nel mese di maggio Vane dovette fronteggiare un ammutinamento della Royal Navy e prevenire che si diffondesse e di riguadagnare la fiducia degli ammutinati che si erano dichiarati favorevoli a Carlo I. A partire dalla metà di luglio, l'esercito ebbe nuovamente sotto controllo la maggior parte dell'Inghilterra, mentre Cromwell sconfisse l'esercito scozzese in agosto nella Battaglia di Preston nel 1648. Nel tumulto della guerra Vane in alcune occasioni sembrò opporsi persino alla sua stessa fazione, soprattutto dopo un periodo di disaccordo (rapidamente ricomposto) con lo stesso Cromwell, e a causa di questo atteggiamento perse rispettabilità e credito agli occhi di tutte le fazioni. Tuttavia, a dispetto di questa situazione, venne nominato membro della rappresentanza parlamentare che aveva l'incarico di trattare con Carlo I, nel Trattato di Newport, svoltosi nel settembre del 1648. Egli venne fortemente criticato dai suoi compagni e lo accusarono del fallimento delle trattative per la sua ostinazione per la tutela di "una libertà di coscienza senza vincoli".

Durante i dibattiti sorti intorno alla fine del 1648 sul destino del sovrano, Vane sostenne che il Parlamento avrebbe dovuto costituire un governo senza il re "per rendersi la nazione ed il popolo più felice della Terra". Il suo potente discorso del 2 dicembre 1648 suggeriva che l'istituzione del sovrano fosse una realtà politica da eliminare ma trovò numerose opposizione, tra le quali quella di Nathaniel Fiennes il quale era dell'opinione che la disponibilità dimostrata dal sovrano alla trattativa era segno più che sufficiente che sarebbe stato possibile raggiungere un accordo. Dopo un bilanciato discorso conciliatorio di William Prynne, alla fine il 5 dicembre 1648 il Parlamento deliberò che le concessioni fatte dal re fossero da considerare sufficienti, ma il giurista Clement Walker accusò sia Vane padre che suo figlio di aver abusato delle loro posizioni di potere durante la guerra per trarne profitti economici.

Il 6 dicembre 1648 l'esercito decise di intervenire, un reggimento di soldati capitanati da Thomas Pride circondò il Palazzo di Westminster, presidiandone l'accesso, per impedire ai parlamentari moderati di partecipare al dibattito in favore delle trattative con Carlo I ed arrestarli. Questa iniziativa, nota come Purga di Pride, provocò l'esclusione di più di 140 Parlamentari dal dibattito. Il Parlamento così costituito, noto con il nome di Rump Parliament fu responsabile della decisione di mettere sotto processo e di condannare alla pena capitale re Carlo I. Vane non partecipò in qualità di Parlamentare a questa decisione, nonostante assistesse al processo del sovrano in qualità di spettatore sin dal suo inizio, il 20 gennaio 1649. In seguito ebbe modo di affermare di non aver voluto partecipare alla messa sotto accusa del sovrano.

## Il Commonwealth e Oliver Cromwell
Dopo l'esecuzione di Carlo I, la Camera dei Comuni votò per l'abolizione della Camera dei Lord e della corona. Per supplire alle funzioni della corona venne istituito un Protector's Privy Council nel quale venne eletto anche Vane. Tuttavia Vane si rifiutò di sedere al nuovo consiglio fintanto che non gli venisse concesso di non prestare alcuna forma di giuramento, soprattutto quando gli venne chiesto di approvare espressamente e formalmente l'esecuzione del re. Il 1º agosto 1650 venne messo a capo del Board of Trade, istituito con un atto del Parlamento. Questa commissione parlamentare aveva il compito di occuparsi di tutto il commercio interno ed estero, delle compagnie commerciali, manifatturiere, dei liberi porti, della accise, delle rilevazioni statistiche, del conio e del cambio, delle attività di pesca, e anche delle piantagioni e dei mezzi migliori per promuovere il loro sviluppo al fine di renderle più utili per l'Inghilterra. Questa istituzione, così come il Navigation Act del 1651, rappresentano la prima espressione definitiva della politica commerciale inglese.

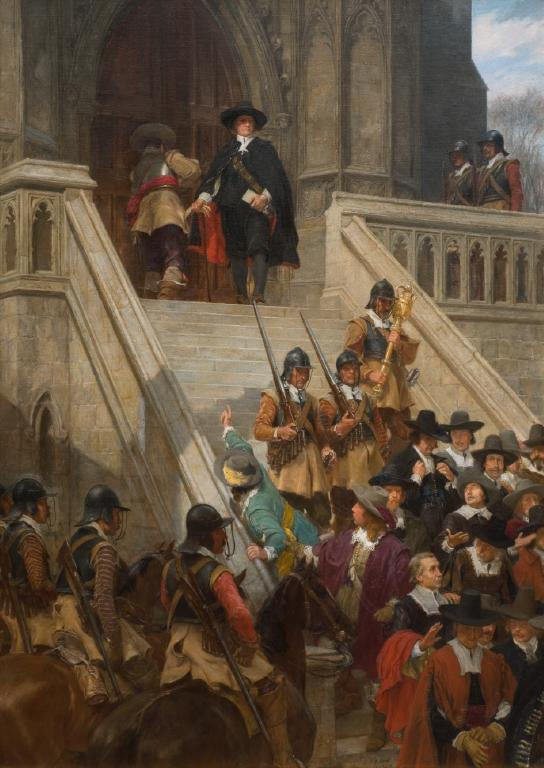
Dipinto di Andrew Carrick Gow del 1907 che rappresenta Cromwell mentre scioglie il Parlamento il 20 aprile 1653.

Nel suo ruolo di membro del comitato del Board of Trade, Vane aveva il compito di amministrare l'esercito, e di approvvigionarlo nella sua conquista dell'Irlanda guidata da Cromwell. Come membro del comitato di sovrintendenza della marina (dove fu affiancato dal suo vecchio compagno di studi Thomas Scot) Vane fu coinvolto nella Prima guerra anglo-olandese. Dopo la disastrosa esperienza della marina contro l'Olanda nella campagna del 1652, Vane fu messo a capo del comitato parlamentare per la riforma della marina militare, codificando formalmente la legge di guerra sul mare. Le riforme introdotte da Vane si rivelarono cruciali per i successi della marina militare nell'ultima fase della guerra. Vane venne anche coinvolto in attività diplomatiche all'estero, quando nel 1652 guidò una missione in Francia, i cui scopi sono tuttora sconosciuti, per incontrare il Cardinale Jean-François Paul de Gondi e da lì fu inviato in Scozia dove ebbe l'incarico di occuparsi della formazione del governo dopo le vittorie di Cromwell nella Terza guerra civile inglese.
La riforma elettorale e lo scioglimento del Parlamento

Vane fu attivo anche in politica interna, partecipando ad un comitato per la disposizione delle collezioni d'arte di Carlo I, così come nel Committee for Compounding with Delinquents. Tutti questi comitati nei quali Vane sedeva come membro sin dal decennio 1640, erano responsabili di ridistribuire ed amministrare i beni e le proprietà confiscate ai realisti e agli altri oppositori del governo parlamentare, e per patteggiare con coloro che si erano rivelati insolventi nei confronti delle tasse e degli altri balzelli governativi. Mentre ricopriva questi ruoli, Vane si creò importanti inimicizie che si sarebbero rivelate fatali in seguito.

Ben presto venne a crearsi una forte divergenza tra le modalità di agire del Parlamento, le cui procedure erano molto lente, e quelle dell'esercito guidato da Oliver Cromwell, le quali erano decisamente più rapide e decise. Questa differenza creò un problema soprattutto tra Vane e Cromwell. Dietro pressanti pressioni di quest'ultimo, il Parlamento fu spinto ad elaborare una riforma elettorale che portò Vane ed una commissione da lui guidata a fare una proposta in merito nel 1653. Van propose un suffragio legato alla proprietà terriera e cercò di eliminare i cosiddetti Borghi putridi, ovvero quei seggi elettorali con pochi votanti spesso controllati da ricchi possidenti. Vane propose inoltre che, coloro che tra i Parlamentari godessero di una reputazione chiaramente repubblicana, mantenessero i loro seggi, in modo da consentire che il Commonwealth appena creato potesse essere guidato da figure esperte ed affidabili. Quest'ultima proposta, tuttavia, non fu vista di buon occhio da Cromwell, il quale spingeva, al contrario, per le elezioni generali, creando una differenza di punti di vista con Vane che si sarebbe rivelata sempre più incolmabile.

Sebbene il Parlamento, compreso Vane, avessero promesso a Cromwell, il 19 aprile 1953 di dilazionare la votazione per la nuova riforma elettorale, lo stesso Vane fu tra i capofila che il giorno successivo cercarono di accelerare le votazioni per promulgare la legge prima che Cromwell potesse reagire. Quest'ultimo, tuttavia, venne avvertito e fece irruzione nel Parlamento con i suoi soldati mentre si svolgeva il dibattito, prima che si potesse procedere alla votazione per la riforma elettorale. Cromwell pronunciò le parole "Voi non siete il Parlamento. Io porrò fine a questa seduta". Vane rispose a queste parole esclamando "Ciò non è onesto, no, è contro la moralità e la comune onesta". Cromwell a sua volta rispose "Oh, Sir Henry Vane, Sir Henry Vane, il Signore mi liberi da Sir Henry Vane!". Questa irruzione pose fine al ""Commonwealth" e diede inizio al governo di Cromwell in veste di Lord protettore. Cromwell richiese l'assistenza di Vane, il quale rifiutò e si ritirò per protesta.

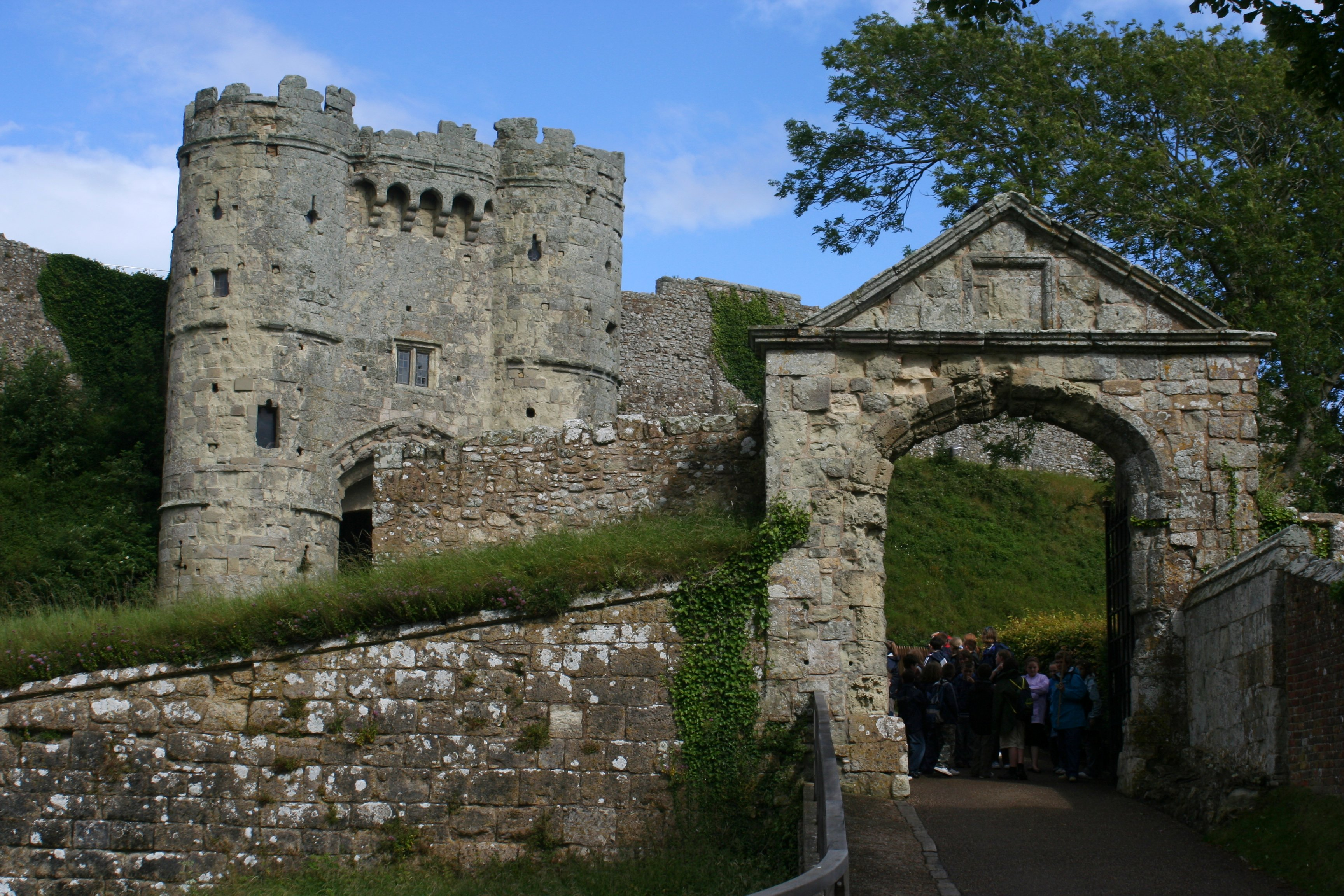
Il Castello di Carisbrooke dove venne imprigionato Vane dopo essere stato accusato di complotto nel 1656.

Nel corso del suo esilio volontario, Vane compose l'opera, pubblicata nel 1655, dal titolo Retired Man's Meditations (Meditazioni di un uomo in ritiro), mentre correvano voci che lo volevano come tessitore di una cospirazione contro Cromwell, alla ricerca di alleati tra i Quaccheri e il movimento millenarista dei Fifth Monarchists. Lo scritto di Vane è un trattato religioso dal linguaggio a tratti incomprensibile, sull'interpretazione simbolica e letterale delle Sacre scritture, e venne considerato dai suoi contemporanei come da critici successivi, come David Hume, come un'opera assolutamente inintelligibile e confusa. In quello stesso anno, Vane compose un secondo scritto, dal titolo A Healing Question, un trattato politico dove proponeva una nuova forma di governo incentrata sulla supremazia del Parlamento sulla New Model Army. Il Lord luogotenente d'Irlanda Charles Fletwood, incoraggiò Vane alla pubblicazione dell'opera, che sottopose allo stesso Cromwell. In un poscritto della sua opera Vane citò la frase Good Old Cause, che divenne una sorta di slogan all'interno del gruppo di sostenitori del Parlamento. A causa del suo supporto al Parlamento, lo scritto venne considerato da John Thurloe, Segretario di Stato di Cromwell, come una velata critica a quest'ultimo; questa interpretazione non era affatto fuori luogo, dal momento che l'opera ispirò molti oppositori del Lord Protettore ad intensificare le loro attività politiche. Si diffusero nuovamente voci sul fatto che le proteste sorte tra le file di diversi gruppi religiosi come i Quaccheri e gli Anabattisti fossero frutto del coinvolgimento di Vane, suscitando le ire di Cromwell, il quale emanò un ordine di comparizione per Vane il 29 luglio 1656. Cromwell impose a Vane di offrire una cauzione di circa 5.000 sterline come garanzia che non avrebbe mai operato in contrasto o messo in pericolo il governo e la pace del Commonwealth. Vane si rifiutò e subito dopo venne arrestato e detenuto presso il Castello di Carisbrooke, dal quale, dopo aver indirizzato una lettera a Cromwell nella quale considerava illecita l'autorità extra-parlamentare del Lord Protettore, venne liberato il 31 dicembre 1656.

Durante il suo esilio volontario, Vane organizzò un gruppo di insegnamento religioso, composto da suoi discepoli ed ammiratori, denominato "Vanisti". Il pastore puritano Richard Baxter paragonò i Vanisti al pari di altri gruppi considerati religiosamente non ortodossi, come i Seeker, i Ranter ed i Behmenisti; Vane continuò a perseguire i suoi ideali politici servendosi anche di altri autori di pamphlet come Henry Stubbe, il quale difese Vane in due scritti pubblicati nel 1659 e dal titolo rispettivamente Essay in Defence of the Good Old Cause e Vindication of that Prudent and Honourable Knight Sir Henry Vane.

## Sotto il Protettorato di Richard Cromwell e prima della Restaurazione
Morto Oliver Cromwell nel settembre 1658, suo figlio Richard Cromwell gli succedette nella carica di Lord Protettore. Tuttavia Richard era privo di quelle abilità politiche e militari che avevano resto famoso suo padre, e la faziosità del Parlamento tornò a farsi sentire. Quando nel dicembre 1658 vennero indette nuove elezioni per il Parlamento, Cromwell cercò di impedire che venissero eletti sia realisti che repubblicani. Vane, in qualità di leader della fazione repubblicana all'interno del Commonwealth, fu preso particolarmente di mira, ma nonostante tutto, riuscì ad essere eletto per il Borough parlamentare di Whitchurch. Con la seduta del nuovo Parlamento, sorse la questione della legittimità del Lord Protettore e dei suoi poteri, e si iniziò a dibattere sulla loro limitazione, così come dell'eliminazione del potere di veto del quale godeva la  Other House del Lord Protettore, ovvero l'organo inteso a sostituire la vecchia Camera dei Lord; tuttavia i repubblicani non furono in grado di apportare alcun cambiamento reale in merito a queste problematiche. Alla ricerca di una soluzione a questa situazione di stallo, Vane si alleò con un gruppo di ufficiali dell'esercito di fede repubblicana, noto con il nome di Wallingford House party, le cui riunioni violavano la legge che limitava la partecipazione dei militari nelle questioni politiche. La fazione sostenitrice di Cromwell non fu in grado di controllare e limitare i sentimenti pro-repubblicani presenti nell'esercito, e lo stesso Cromwell fu costretto a sciogliere il Parlamento nell'aprile 1659, raccogliendo tuttavia scarso consenso tra le file dell'esercito, fu costretto a dimettersi pochi giorni dopo e nel maggio di quello stesso anno venne ricostituito il Rump Parliament, nel quale Vane venne eletto all'interno del nuovo Consiglio di Stato. Come accaduto in precedenza, Vane partecipò anche ad alcune commissioni parlamentari, come quella per l'elezione degli ufficiali della New Model Army, quella per la condotta nei affari esteri o per la valutazione dello stato delle finanze statali, che trovò in condizioni disastrose.
Nell'agosto del 1659, scoppiò una rivolta realista capitanata da George Booth, I barone Delamer, e Vane ordinò al generale John Lambert di sconfiggere i rivoltosi. Il generale Lambert, nonostante la sua vittoria, cadde in disgrazia a causa del suo sostegno a una corrente religiosa non considerata ortodossa come i Quaccheri. Dopo che costui e altri leader militari furono privati del comando dal Parlamento in ottobre, essi si ribellarono e marciarono su Londra con le loro truppe costringendo il Parlamento a sciogliersi di nuovo. Venne subito istituito con Comitato di Salvezza, composto da militari, al quale fu chiesto di partecipare anche a Henry Vane. La sua scelta di aderire al Comitato di Salvezza fu guidata dal timore che, senza il sostegno dell'esercito, la causa repubblicana sarebbe stata definitivamente sconfitta. L'operato del Comitato di Salvezza fu molto breve: in dicembre, con l'avanzata delle truppe scozzesi di George Monck, I duca di Albemarle, il sostegno militare della New Model Army si dissolse così come il Comitato di Salvezza che avrebbe dovuto difendere, ed il Parlamento Lungo tornò a governare.
A causa del suo coinvolgimento nel governo militare Vane venne espulso dalla Camera dei Comuni, e costretto agli arresti domiciliari nel Castello di Raby, a partire dal gennaio 1660, ma il suo soggiorno fu breve, facendo eventualmente ritorno alla sua magione di Hampstead. Durante questi anni tumultuosi Vane si adoperò con tutti i mezzi per promuovere le sue idee su quale forma di governo dovesse essere istituita in Inghilterra e su quali dovessero essere i suoi poteri. Nel 1660 egli pubblicò il trattato A Needful Corrective or Balance in Popular Government, in forma di lettera aperta che rappresentava una replica al trattato utopico-politico dal titolo The Commonwealth of Oceana, pubblicato nel 1656 e scritto dal filosofo e scrittore James Harrington. Nel suo scritto Harrington sosteneva la limitazione della proprietà privata e la necessità di assegnare ad una camera alta il compito di promulgare le leggi. Il fondamento di queste proposte si fondava sulla sua tesi secondo la quale il potere sorgeva dalla proprietà privata, e per questo motivo una eccessiva concentrazione di proprietà privata portava necessariamente a forme ingiuste di governo come l'oligarchia e la monarchia. Vane era contrario a questa visione, sostenendo che il potere provenisse dalla bontà, cercando di dimostrare questa idea con argomentazioni dai toni apocalittici. Quando uno dei seguaci di Vane, Henry Stubbe, sostenne apertamente la necessità di inserire in Parlamento dei senatori a vita, le sue proposte causarono una divisione incolmabile tra Vane ed Heselrige.

## La Restaurazione
In marzo del 1660 il Parlamento Lungo si dissolse, e si indissero delle elezioni per il cosiddetto Convention Parliament che si insediò in maggio. Questa istituzione, dominata da realisti e Presbiteriani, proclamò Carlo II d'Inghilterra come sovrano ufficiale restaurandolo al trono il 29 maggio 1660. Con lo scopo di limitare gli atti di vendetta e rappresaglia per quanto accaduto durante l'interregno, il Parlamento emanò l'Indemnity and Oblivion Act, grazie alle cui disposizioni vennero condonate la maggior parte delle azioni intraprese durante la Guerra Civile. Tuttavia vennero fatte specifiche eccezioni per coloro che erano stati responsabili in prima persona dell'esecuzione di Carlo I, e dopo un lungo dibattito, anche Vane fu compreso nel gruppo dei colpevoli. Venne arrestato il 1º luglio 1660 per ordine diretto del re ed imprigionato nella Torre di Londra.

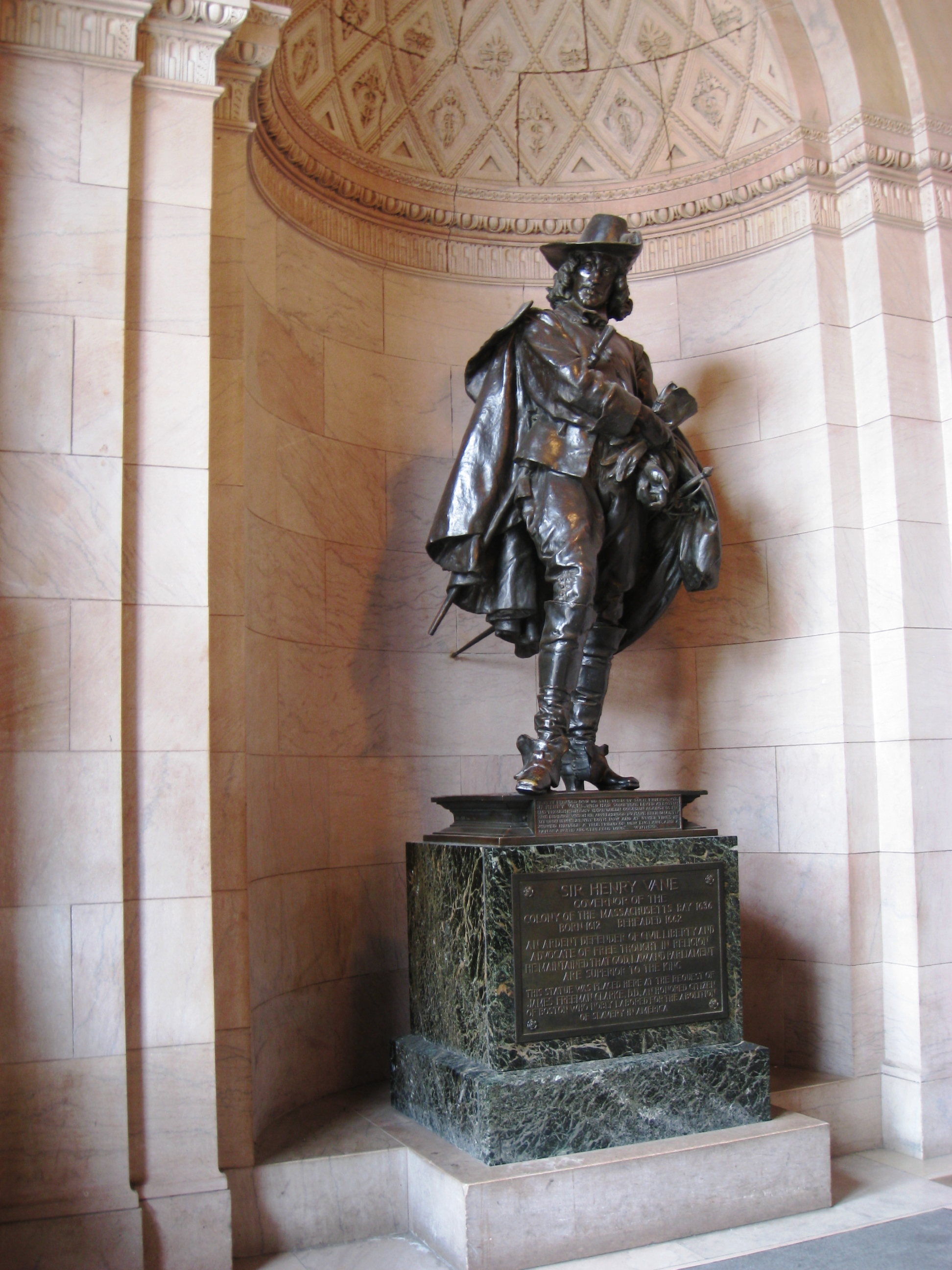
Statua di Henry Vane il Giovane di Frederick William MacMonnies presso la Boston Public Library

Il Parlamento chiese al re un atto di clemenza in favore di Vane ed altri, che venne concessa. Nonostante la clemenza, Vane rimase imprigionato nella Torre e tutte le sue rendite vennero confiscate. Vane soffrì enormemente le conseguenze della sua prigionia, non soltanto fisicamente e moralmente, ma anche a livello economico, non potendo più pagare i propri debiti che ammontarono ad almeno 10.000 sterline. In ottobre del 1661 venne trasferito nelle Isole Scilly per impedire che i suoi sostenitori potessero comunicare con lui per richiedere una sua eventuale liberazione. Durante la prigionia, Vane continuò a scrivere, soprattutto su questioni di materia religiosa, cercando nel contempo di venire a patti sia con la situazione politica che con la sua condizione. In accordo con queste intenzioni, il trattato scritto in questo stesso periodo dal titolo The People's Case Stated, il potere si origina da Dio ma risiede nel popolo, "Il potere che è direttivo, e attesta ed accerta la moralità della regola dell'obbedienza, è nelle mani di Dio; ma il potere originale, quello dal quale proviene ogni forma di potere, che è coercitivo, viene dalla volontà o dalla concessione del popolo, il quale può conservare il potere nelle proprie mani oppure consegnarlo nelle mani di un altro". Popolo e sovrano sono quindi legati da un patto o costituzione che, se violata dal sovrano, permette di far ritornare il potere nelle mani del popolo. Quando Vane abbandonò la sua prigione nelle Isole Scilly, il Cavalier Parliament nel novembre 1661 emanò una risoluzione che ne stabiliva il ritorno nella Torre di Londra per essere sottoposto ad un processo. Nell'aprile del 1662 Vane tornò nelle prigioni della Torre di Londra ed il 2 giugno 1662 venne sottoposto a processo per alto tradimento contro re Carlo II.
Il processo ebbe inizio il 6 giugno 1662 presso la corte del Court of King's Bench, presieduto da Lord Chief Justice Robert Foster ed altri tre magistrati, e dal Procuratore generale Sir Geoffrey Palmer, I Baronetto; come era usuale in questi frangenti, agli accusati per alto tradimento come Vane non venne concesso un difensore. Vane si difese di persona contro l'accusa di aver mosso guerra contro Carlo I affermando contro il potere sovrano la superiorità del potere del Parlamento. Nonostante un acceso dibattito alla fine Vane venne condannato. Carlo II, dopo essere stato messo a conoscenza dell'abilità di Vane nell'avanzare la sua difesa, prese coscienza di trovarsi di fronte ad un avversario pericoloso, e ritirò la sua offerta di clemenza; tuttavia, dal momento che per legge Vane avrebbe dovuto essere giustiziato prima per impiccagione e poi per squartamento, Carlo II gli concesse una morte più degna di un gentiluomo, optando per la decapitazione.

Il 14 giugno 1662 Vane venne preso dalla Torre di Londra e giustiziato; il memorialista Samuel Pepys così ricorda l'evento:
Il suo corpo venne restituito alla famiglia che lo seppellì nella chiesa di Shipbourne nei pressi della loro residenza di Fairlawn nel Kent.

## La Famiglia
Vane e sua moglie Frances ebbero dieci figli, di questi solo l'ultimo di essi ebbe degli eredi, Christopher, il quale ereditò le proprietà del padre e venne nominato barone da Guglielmo III.

## La Reputazione
Henry Vane il Giovane venne considerato dalla maggior parte dei suoi contemporanei un abile amministratore ed un potente oratore. Persino lo storico di fede monarchica Edward Hyde, I conte di Clarendon manifestò stima nei suoi confronti, scrivendo: "Aveva un aspetto inusuale che faceva nascere negli altri l'idea che in lui ci fosse qualcosa di straordinario; e l'intera sua vita ha confermato questa ipotesi". La biografia di Vane scritta nel 1662 dal suo cappellano, George Sikes, e dal titolo The Life and Death of Sir Henry Vane the Younger, comprende un sonetto scritto in suo onore da John Milton dal titolo Sonetto 17 e scritto nel 1652 e presentato in quello stesso Vane in persona.
(John Milton, Complete Poems.  The Harvard Classics. 1909-14)
I trattati religiosi di Vane risultano così inconsueti al punto di essere di difficile comprensione, a tratti persino fuorvianti, per la maggior parte dei suoi contemporanei, anche a lettori del calibro di Richard Baxter, lo stesso Clarendon, Gilbert Burnet e David Hume; e continuano ancora oggi ad essere di difficile decifrazione. Lo storico della Guerra Civile Inglese Blair Worden, sostiene che "le idee politiche e le convinzioni religiose di Vane sono così opache da risultare difficilmente intelligibili". Il suo biografo David Parnham sostiene che "Egli si presentò come un testimone della luce, uno spiritualista, un individuo che dispensava una forma di saggezza troppo avanzata, nel contesto di una interpretazione epistemologica relativa ad una imminente ed apocalittica Età dello Spirito". La reputazione di Vane raggiunse il culmine durante il XIX secolo, quando venne rivalutato soprattutto negli Stati Uniti. Lo storico inglese John Andrew Doyle ha scritto che Vane aveva ottenuto "una reputazione incomprensibile e maggiore rispetto a quella goduta dal nobile senso del pubblico e dalla lungimiranza da statista di Winthrop". Il poeta romantico William Wordsworth cita Vane nel suo poema del 1802, dal titolo Great Men Have Been Among Us:
(William Wordsworth, Poems Volume II  (1815))
Lo scrittore statunitense Charles Dickens citò lo scambio verbale tra Vane e Cromwell nel Rump Parliament nel suo A Child's History of England, pubblicato agli inizi del decennio 1850. Il filosofo statunitense Ralph Waldo Emerson pone Vane all'interno della sua lista dei personaggi storici inglesi più eminenti nel suo English Traits del 1856. Nel 1897 la Royal Society of Arts ha apposto una Blue Plaque sul luogo dove si trovava la dimora di Vane, ovvero Hampstead House sulla Rosslyn Hill, ora demolita. Il pedagogista ed educatore statunitense James Kendall Hosmer, nella sua edizione del 1908 del Journal di John Winthrop, ebbe modo di scrivere di Vane:

### Opere di Henry Vane il Giovane
- A Brief Answer to a Certain Declaration (1637)
- The Retired Man's Meditations (1655)
- A Healing Question Propounded (1656)
- Of Love of God and Union with God (1657?)
- The Proceeds of the Protector... Against Sir Henry Vane, Knight (1658)
- A Needful Corrective or Balance in Popular Government (1659)
- Two Treatises: "Epistle General to the Mystical Body of Christ" and "The Face of the Times" (1662)
- The Cause of the People of England Stated (1660-62)
- The Trial of Sir Henry Vane, Knight (1662)
- A Pilgrimage into the Land of Promise (1664)

### Opere su Henry Vane il Giovane
- (EN) Alfred Cave, The Pequot War, Amherst, MA, University of Massachusetts Press, 1996, ISBN 978-1-55849-029-1. OCLC 33405267
- (EN) Andrew Eric Shifflett, Stoicism, Politics, and Literature in the Age of Milton: War and Peace Reconciled, Cambridge, Cambridge University Press, 1998, ISBN 978-0-521-59203-1. OCLC 185340799
- Austin Woolrych, Britain in Revolution: 1625–1660, Oxford, Oxford University Press, 2004, ISBN 978-0-19-927268-6. OCLC 249446894
- Barbara Lewalski, The Life of John Milton, Malden, MA, Blackwell Publishers, 2000, ISBN 978-0-631-17665-7. OCLC 186432094
- Barry Coward, The Cromwellian Protectorate, Manchester, UK, Manchester University Press, 2002, ISBN 978-0-7190-4316-1. OCLC 248649327
- Blair Worden, Literature and Politics in Cromwellian England: John Milton, Andrew Marvell, Marchamont Nedham, Oxford e New York, Oxford University Press, 2007, ISBN 978-0-19-923081-5. OCLC 153772764
- Charles Dickens, A Child's History of England, Volume 2, Lipsia, Tanchevitz, 1852, OCLC 612195083
- David Farr, John Lambert, Parliamentary Soldier and Cromwellian Major-General, 1619–1684, Woodbridge, NJ, Boydell Press, 2003, ISBN 978-1-84383-004-7. OCLC 470052391
- David Lawrence Smith, A History of the Modern British Isles, 1603–1707: The Double Crown, Oxford, Wiley-Blackwell, 1998, ISBN 978-0-631-19401-9. OCLC 24719880
- David Parnham, Sir Henry Vane, Theologian: A Study in Seventeenth-century Religious and Political Discourse, Madison, WI, Fairleigh Dickinson University Press, 1997, ISBN 978-0-8386-3681-7. OCLC 247656560
- David Parnham Soul's Trial and Spirit's Voice: Sir Henry Vane against the “Orthodox”, in Huntington Library Quarterly, Vol. 70, n.3, pp. 365–400
- Diane Purkiss, The English Civil War: Papists, Gentlewomen, Soldiers, and Witchfinders in the Birth of Modern Britain, New York, Basic Books, 2006, ISBN 978-0-465-06756-5. OCLC 148913524
- Dorothy Auchter, Dictionary of Literary and Dramatic Censorship in Tudor and Stuart England, Westport, CT, Greenwood Publishing Group, 2001, ISBN 978-0-313-31114-7. OCLC 45784299
- Edward Hyde Clarendon, The History of the Rebellion and Civil Wars in England, Oxford, Clarendon Press, 1807, OCLC 1998647
- (a cura di) Francis Bremer e Tom Webster, Puritans and Puritanism in Europe and America: A Comprehensive Encyclopedia, New York, ABC-CLIO, 2006, ISBN 978-1-57607-678-1 OCLC 162315447
- Francis Bremer, John Winthrop: America's Forgotten Founder, New York, Oxford University Press, 2003, ISBN 978-0-19-514913-5. OCLC 237802295
- Cliffe, John Trevor, Puritans in Conflict: The Puritan Gentry During and After the Civil Wars, Londra, Routledge, 1988, ISBN 978-0-415-00879-2 OCLC 17551599
- (a cura di) Cooper, Michael; Hunter, Michael Cyril William, Robert Hooke: Tercentennial Studies, Aldershot, Hants, England, Ashgate Publishing, 2006, ISBN 978-0-7546-5365-3. OCLC 266080885
- (a cura di) Aylmer, G. E., The Interregnum, Londra, Macmillan, 1972, ISBN 978-0-333-00309-1. OCLC 185710245
- Doherty, Kieran, Puritans, Pilgrims, and Merchants: Founders of the Northeastern Colonies, Minneapolis, MN, The Oliver Press, 1998, ISBN 978-1-881508-50-2. OCLC 38379261
- Doyle, John Andrew, The English in America, Londra, Longmans, 1887, OCLC 3537611
- (a cura di) Freeman, Thomas S; Mayer, Thomas Frederick, Martyrs and Martyrdom in England, c. 1400–1700, Woodbridge, NJ, Boydell Press, 2007, ISBN 978-1-84383-290-4. OCLC 255623074
- Harris, Paul, Young Sir Henry Vane’s arguments for freedom of conscience, in Political Science, Vol.40, n.1, 1988, pp. 34–48
- Hosmer, James Kendall, The Life of Young Sir Henry Vane, Houghton, Mifflin, 1888, ISBN 978-0-524-07689-7. OCLC 30429015
- Hosmer, James Kendall, Winthrop's Journal, "History of New England" 1630–1649, New York, Scribner's, 1908, OCLC 7232057
- Hughes, John H.F., The Commonwealthmen Divided: Edmund Ludlowe, Sir Henry Vane and the Good Old Cause 1653–1659, in The Seventeenth Century, Vol.5 n.1, 1990, pp. 55–70
- Ireland, William, The Life of Sir Henry Vane the Younger: With a History of the Events of his Time, Londra, E. Nash, 1905, OCLC 226127
- Judson, Margaret Atwood, The political thought of Sir Henry Vane, the younger, Philadelphia, University of Pennsylvania Press, 1969
- King, Henry Melville, Sir Henry Vane, Jr: Governor of Massachusetts and Friend of Roger Williams, Providence, RI, Preston and Rounds, 1909, OCLC 3178695
- Jack H. Adamson e Harold Freeze Folland, Sir Harry Vane: His Life and Times (1613–1662), Boston, Gambit, 1973, ISBN 978-0-87645-064-2. OCLC 503439406, p. 35
- Jack H. Adamson, The Noble Revolt, Londra, Weidenfeld and Nicolson, 2007, ISBN 978-0-297-84262-0. OCLC 123271724
- Mohamed, Feisal G., Milton, Sir Henry Vane, and the Brief but Significant Life of Godly Republicanism, in Huntington Library Quarterly, Vol. 76, 2013, pp. 83–104
- Moore, Jacob Bailey, Lives of the Governors of New Plymouth and Massachusetts Bay, Boston, C. D. Strong, 1851, OCLC 11362972
- Orme, William, The Life and Times of the Rev. Richard Baxter, Boston, Crocker and Brewster, 1831, OCLC 1618296
- Peacey, Jason, Politicians and Pamphleteers: Propaganda During the English Civil Wars and Interregnum, Burlington, VT, Ashgate Publishing, 2004, ISBN 978-0-7546-0684-0.
- Pepys, Samuel, The Diary of Samuel Pepys, Boston, Brainard, 1893, OCLC 7063232
- Robert C. Anderson, The Great Migration, Immigrants to New England 1634–1635. Vol. III, G-H. Boston, New England Historic Genealogical Society, 2003, ISBN 0-88082-158-2
- Robert Brenner,Merchants and Revolution: Commercial Change, Political Conflict, and London's Overseas Traders, 1550–1653, Londra Verso, 2003, ISBN 978-1-85984-333-8. OCLC 155910930
- Robertson, Geoffrey, The Tyrannicide Brief, Londra, Vintage Books, 2006, ISBN 978-0-09-949942-8. OCLC 156344609
- Rowe, Violet A., Sir Henry Vane the Younger, Londra, University of London Press, 1970, OCLC 150481868
- Solt, Leo F., Revolutionary Calvinist Parties in England under Elizabeth I and Charles I, in Church history Vol.27, n.3 (1958), pp. 234–239
- Shaw, William Arthur, A History of the English Church During the Civil Wars and Under the Commonwealth, 1640–1660, Volume 1, Londra, Longmans, Green, 1900, OCLC 1084986
- William Ireland, The Life of Sir Henry Vane the Younger: With a History of the Events of his Time, Londra, E. Nash, 1905.
- Willcock, John, Life of Sir Henry Vane the Younger: Statesman & Mystic (1613-1662), The Saint Catherine Press, 1913.
- Winship, Michael, Making Heretics: Militant Protestantism and Free Grace in Massachusetts, 1636–1641, Princeton, NJ, Princeton University Press, 2002, ISBN 978-0-691-08943-0. OCLC 470517711
- Yorke, Philip Chesney, "Vane, Sir Henry (1613–1662)", in Chisholm, Hugh, Encyclopædia Britannica, 27 (11ª ed.), Cambridge University Press, 1911